# Cancerbero
Daniel Nuñez Hernandez, mer känd som Cancerbero (svenska: Kérberos) är en mexikansk fribrottare eller luchador från Mexiko. Cancerbero wrestlar som en rudo eller heel det vill säga en ond karaktär. Han är under kontrakt med Consejo Mundial de Lucha Libre, vanligtvis förkortat som "CMLL" där han brottats sedan 2003, dock tidigare under namnet Méssala. Cancerbero var en del av gruppen Los Cancerberos del Infierno med Virus och Raziel. Gruppen innehöll tidigare även Pólvora och Euforia. Virus och Cancerbero upplöste gruppen 2022 efter Raziels död.
Cancerbero är som många andra mexikanska fribrottare under en mask när han brottas, enligt Lucha libre traditioner.